# So Close to What
So Close to What è il terzo album in studio della cantante canadese Tate McRae, pubblicato il 21 febbraio 2025 dalla RCA.

## Antefatti
In seguito alla pubblicazione del precedente album Think Later (2023), Tate McRae ha sostenuto il rispettivo tour mondiale nel corso del 2024. Le sessioni di registrazione per So Close to What sono incominciate nel gennaio 2024, mentre nel mese marzo la cantante ha rilasciato un'intervista in cui ha confermato di essere al lavoro sul progetto. Nel mese di agosto, McRae ha rivelato di voler esplorare una nuova direzione artistica con il disco. Tre tracce furono presentate in anteprima durante un evento con i fan a Sydney.
Il titolo, la copertina e la data di pubblicazione vengono annunciati il 14 novembre 2024 insieme a un comunicato stampa in cui So Close to What viene definito come «un viaggio di crescita nel momento in cui la strada dinanzi a sé è infinita». I temi esplorati includono «la scoperta di se stessi, l'amore e la ricerca di un equilibrio» durante tempi incerti.
Il 16 gennaio, la versione dell'album pianificata per il mercato fisico è trapelata online, spingendo McRae ad aggiungere due nuove canzoni al disco, ovvero Bloodonmyhands e Like I Do. La lista tracce finale è stata diffusa il 12 febbraio 2025, nove giorni prima della pubblicazione dell'album.

## Singoli
Il primo estratto It's OK I'm OK è stato pubblicato il 12 settembre 2024. La canzone ha esordito al ventesimo posto della Billboard Hot 100 statunitense, è stata accolta positivamente dalla critica e ha ricevuto un videoclip musicale diretto da Hannah Lux Davis. It's OK, I'm OK è stato supportato dalla pubblicazione di diversi remix e una versione dal vivo eseguita presso il Madison Square Garden di New York. Inoltre, ha raggiunto il primo posto della classifica statunitense Hot Dance/Pop Songs.
2 Hands è stato messo in commercio come secondo singolo il 14 novembre dello stesso anni insieme al relativo videoclip. La canzone ha raggiunto la ventiduesima posizione della classifica dei singoli canadese.
Il terzo ed ultimo singolo apri-pista, Sports Car, è datato 24 gennaio 2025. Il brano ha raggiunto la top ten nel Regno Unito.
Il videoclip per la traccia Revolving Door è stato diffuso in concomitanza con l'uscita del disco.

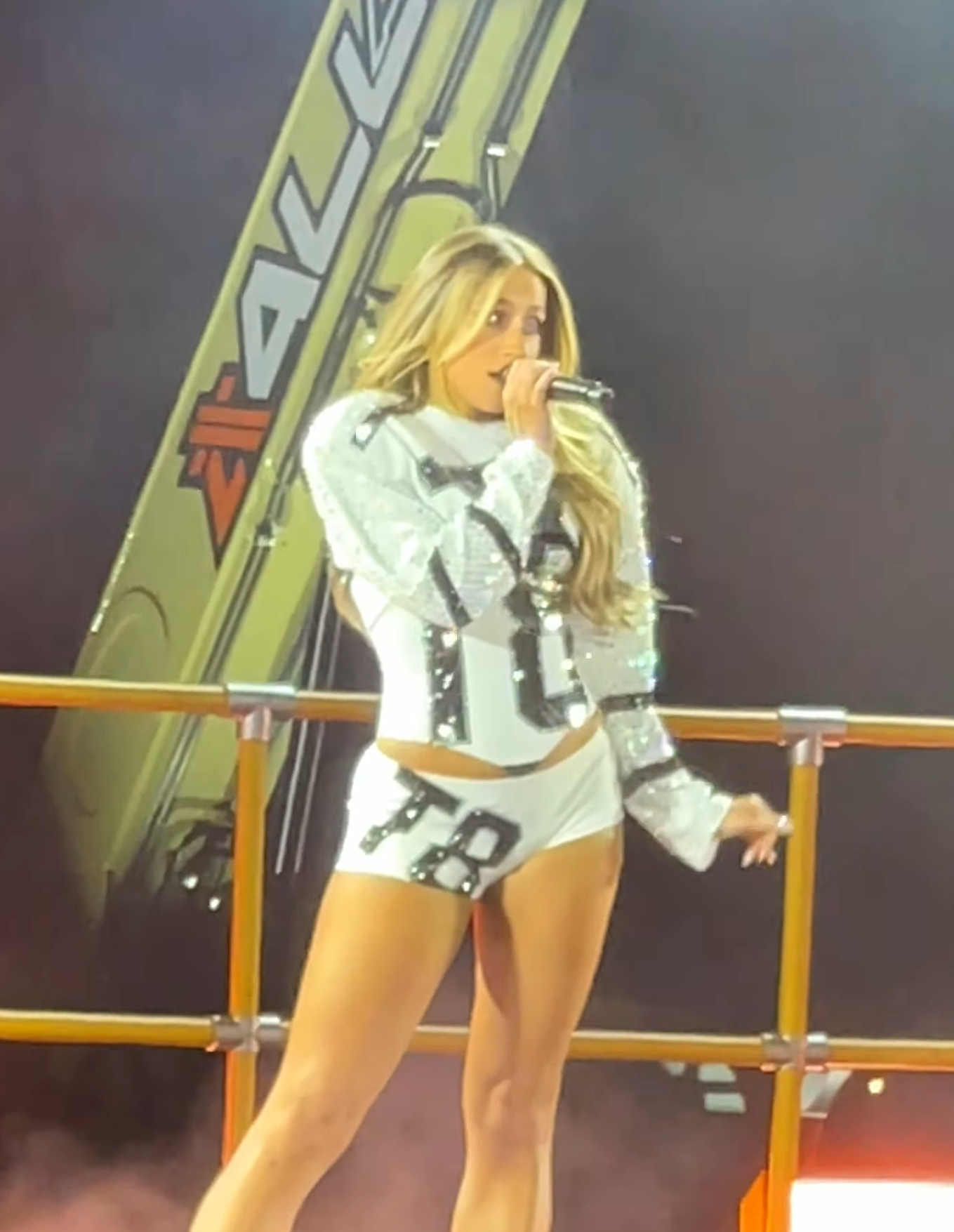
Tate McRae mentre si esibisce sulle note di Sports Car al parcheggio del Kia Forum, 20 febbraio 2025

## Promozione
In supporto al disco, la cantante sarà impegnata nel corso del 2025 con il Miss Possessive Tour, che prende il nome dalla traccia di apertura di So Close to What. La tournée si compone di 80 date distribuite tra Sud America, Europa e Nord America e vede Benee e Zara Larsson come artisti d'apertura.

## Accoglienza
So Close to What ha ottenuto recensioni generalmente positive da parte della critica specializzata. Su Metacritic, sito che assegna un punteggio normalizzato su 100 in base a critiche selezionate, l'album ha ottenuto un punteggio medio di 74 basato su dieci recensioni.

## Tracce

### Edizione digitale
1. Miss Possessive – 2:19 (Tate McRae, Amy Allen, Ryan Tedder, Blake Slatkin)
2. 2 Hands – 3:01 (Tate McRae, Amy Allen, Ryan Tedder, Peter Rycrof)
3. Revolving Door – 3:00 (Tate McRae, Julia Michaels, Ryan Tedder, Grant Boutin)
4. Bloodonmyhands (feat. Flo Milli) – 2:42 (Tate McRae, Tamia Carter, Ryan Tedder, Grant Boutin)
5. Dear God – 2:51 (Tate 	
McRae, Julia Michaels, Ryan Tedder, Grant Boutin)
6. Purple Lace Bra – 3:11 (Tate McRae, Amy Allen, Emile Haynie)
7. Sports Car – 2:45 (Tate 	
McRae, Julia Michaels, Ryan Tedder, Grant Boutin)
8. Signs – 2:53 (Tate McRae, Amy Allen, Peter Rycroft)
9. I Know Love (feat. The Kid Laroi) – 2:36 (Tate McRae, Charlton Howard, Julia Michaels, Billy Walsh, Ryan Tedder, Tyler Spry)
10. Like I Do – 3:02 (Tate McRae, Grant Boutin)
11. It's OK I'm OK – 2:36 (Tate 	
McRae, Savan Kotecha, Ilya Salmanzadeh, Ryan Tedder)
12. No I'm Not in Love – 2:50 (Tate McRae, Amy Allen, Ryan Tedder, Peter Rycroft)
13. Means I Care – 2:55 (Tate McRae, Amy Allen, Ryan Tedder, Rob Bisel, Steven Marsden)
14. Greenlight – 2:45 (Tate McRae, Grant Boutin)
15. Nostalgia – 3:03 (Tate McRae, Grant Boutin)

#### Riedizione
1. Miss Possessive – 2:19
2. Revolving Door – 3:00
3. Bloodonmyhands (feat. Flo Milli) – 2:42
4. Dear God – 2:51
5. Purple Lace Bra – 3:11
6. Sports Car – 2:45
7. Signs – 2:53
8. I Know Love (feat. The Kid Laroi) – 2:36
9. Like I Do – 3:02
10. It's OK I'm OK – 2:36
11. No I'm Not in Love – 2:50
12. Means I Care – 2:55
13. Greenlight – 2:45
14. 2 Hands – 3:01
15. Siren Sounds (Bonus) – 3:03 (Tate McRae, Ari Starace, Brittany Amaradio, Thomas LaRosa)
16. Nostalgia – 3:03

Tracce bonus nella riedizione digitale esclusiva
1. Call My Bluff – 3:15 (Tate McRae, Emile Haynie, Amy Allen)
2. Better than I Was – 2:21 (Tate McRae, Grant Boutin, Amy Allen)

### Edizione fisica
1. Miss Possessive – 2:19
2. 2 Hands – 3:01
3. Dear God – 2:51
4. Purple Lace Bra – 3:11
5. Signs – 2:53
6. Sports Car – 2:45
7. Revolving Door – 3:00
8. No I'm Not in Love – 2:50
9. It's OK I'm OK – 2:36
10. Greenlight – 2:45
11. Better than I Was – 2:21
12. Call My Bluff – 3:15
13. Nostalgia – 3:03

Tracce bonus dell'edizione fisica giapponese
1. It's OK I'm OK (Live from Madison Square Garden) – 2:23

## Successo commerciale
So Close to What ha debuttato direttamente in vetta alla Billboard 200 con 177 000 unità equivalenti, di cui 105 000 provenienti da 137,30 milioni di streaming accumulati nella prima settimana e 71 000 provenienti da copie pure. In tal modo ha segnato il primo album numero uno della cantante. Ha registrato ulteriori 87 000 vendite nella sua seconda settimana, rimanendo sul podio della graduatoria.
Il disco ha esordito al 2º posto della Official Albums Chart con 29 206 unità, segnando il suo miglior posizionamento nella classifica britannica. Ha poi aggiunto al suo totale altre 13 298 vendite nella sua seconda settimana di disponibilità, scendendo alla 6ª posizione.

## Classifiche
| Classifica (2025) | Posizione massima |
| ----------------- | ----------------- |
| Australia         | 1                 |
| Austria           | 1                 |
| Belgio (Fiandre)  | 1                 |
| Belgio (Vallonia) | 2                 |
| Canada            | 1                 |
| Croazia           | 16                |
| Danimarca         | 2                 |
| Finlandia         | 5                 |
| Francia           | 4                 |
| Germania          | 2                 |
| Irlanda           | 1                 |
| Islanda           | 8                 |
| Italia            | 24                |
| Lituania          | 6                 |
| Nigeria           | 76                |
| Norvegia          | 1                 |
| Nuova Zelanda     | 1                 |
| Paesi Bassi       | 1                 |
| Polonia           | 4                 |
| Portogallo        | 1                 |
| Regno Unito       | 2                 |
| Repubblica Ceca   | 4                 |
| Slovacchia        | 6                 |
| Spagna            | 3                 |
| Stati Uniti       | 1                 |
| Svezia            | 2                 |
| Svizzera          | 1                 |
| Ungheria          | 2                 |